# 사도와라번
사도와라 번(일본어: 佐土原藩 사도와라한[*])은 에도 시대에 휴가국 나카군 및 고유군을 영유한 번이다. 번청은 사도와라성(지금의 미야자키현 미야자키시)에 위치해있다.

## 같이 보기
- 폐번치현